# 袁一灵
袁一灵（1917年—1992年），原名袁国良，曾用名袁志良、飞声、蜚声，男，原籍江苏吴县，生于上海，中国滑稽戏、独脚戏演员，曾任中国曲艺家协会理事。